# Linia kolejowa nr 780
Linia kolejowa nr 780 – obecnie (2025) nieczynna, pierwszorzędna, jednotorowa, niezelektryfikowana linia kolejowa łącząca rozjazdy nr 7 (dawny posterunek Wilka 2) i nr 5 (dawny posterunek Wilka 1) w obrębie posterunku odgałęźnego Wilka.